# The Rutles: All You Need Is Cash
The Rutles: All You Need Is Cash é um mocumentário britânico de 1978, dos gêneros comédia e paródia. Dirigido por Eric Idle e Gary Weis.

## Elenco
- Eric Idle .... Dirk McQuickly / Narrador / Stanley J. Krammerhead
- John Halsey .... Barry Wom
- Ricky Fataar .... Stig O'Hara
- Neil Innes .... Ron Nasty
- Michael Palin .... Eric Manchester
- George Harrison .... Entrevistador
- Bianca Jagger .... Martini McQuickly
- John Belushi .... Ron Decline
- Dan Aykroyd .... Brian Thigh
- Gilda Radner .... Sra. Emily Pules
- Bill Murray .... Bill Murray the K.
- Gwen Taylor .... Sra. Iris Mountbatten / Chastity
- Ron Wood .... Hell's Angel
- Terence Bayler .... Leggy Mountbatten
- Henry Woolf .... Arthur Sultan
- Ollie Halsall .... Leppo, o "quinto Rutle"
- Mick Jagger .... Ele mesmo
- Paul Simon .... Ele mesmo
- Roger McGough .... Ele mesmo